# パンチェン・ラマ
パンチェン・ラマ（蔵: pan chen bla ma、英: Panchen Lama、漢字表記: 班禪喇嘛）は、チベット仏教ゲルク派においてダライ・ラマに次ぐ高位の化身ラマへの称号である。無量光仏（阿弥陀如来に相当）の化身とされ、転生 (生まれ変わり) によって後継者が定められる。
チベットのシガツェ市のタシルンポ寺の座主である。チベット仏教ゲルク派で序列2位とされ、ゲルク派内での宗教上の格式はダライ・ラマにも匹敵する。「天に太陽と月があるように、人間にはダライ・ラマとパンチェン・ラマがいる」と表現されることもある。ただし、ダライ・ラマが宗教的権威であるとともにチベット国王を兼ねる政治的最高指導者であるのに対して、パンチェン・ラマの権限は基本的には宗教的なものである。タシルンポ寺には歴代のパンチェン・ラマの霊塔が配置されている。
当代はパンチェン・ラマ11世であるが、ダライ・ラマ14世とガンデンポタンから認定された11世である ゲンドゥン・チューキ・ニマと、中華人民共和国国務院が認可した11世であるギェンツェン・ノルブのふたりが併立する事態となっている。

## 語源
パンチェンとは、サンスクリット語のパンディタ（学匠）とチベット語のチェンポ（偉大）の合成語。ラサ方言に基づく現代標準チベット語ではペンチェン (Pänchen) と発音し、ペンチェン・リンポチェあるいはタシ・ラマ（タシルンポ寺の座主であることから）と呼ばれることが多い。モンゴル語ではパンチェン・エルデニ（班禪額爾德尼）と呼ぶ。

## 歴史
チベット第1の都市ラサ市と第2の都市のシガツェ市の間では、チベット中央部での覇権を巡る政治的な対立が続いた。そのため、シガツェ市の支配層である貴族や僧侶は、ラサ市に反発・対抗することが多かった。チベット仏教においてゲルク派が隆盛となると、ラサ・シガツェ両市ともにもゲルク派が支配するようになり、やがてグシ・ハンのチベット征服を契機にダライ・ラマ政権が成立すると、ダライ・ラマ5世からチベット仏教界の序列2位を獲得した。ただしパンチェン・ラマとその派閥には政権としての世俗的な権力は与えられなかった。
パンチェンラマの名跡の保持者と中国との密接な関係は、清末に始まる。
四川総督趙爾豊は、1905年よりチベット諸侯の征服に着手し、さらにはガンデンポタンの勢力圏に侵入し、1910年にはラサまでを制圧した。その際、国主ダライ・ラマ13世はインドに脱出するが、パンチェン・ラマ9世はラサにとどまり、趙爾豊による支配体制の確立に参加しようとした。
翌1911年、辛亥革命の勃発にあたり、趙爾豊は本拠地成都に帰還して革命派に殺害され、ダライラマ13世はチベットに帰還して中国軍の駆逐を指揮し、ラサに帰還した。パンチェンラマ9世とタシルンポ寺は、ダライラマおよびチベット政府から白眼視されるようになり、居心地のわるくなったパンチェンラマ9世は1923年、中華民国の勢力圏（チベットのアムド地方。当時馬歩芳が青海省長として統治）に側近（班禅行轅堪布会議庁）とともに脱出した。その後、パンチェンラマ九世は中央チベットへの帰還をもとめてガンデンポタンとの交渉を重ねるが、条件がおりあわず、1937年、カム地方の北部（青海省南部の玉樹州）で死去した。
その後、ガンデンポタン（=チベット政府）、タシルンポ寺（=パンチェンラマの派閥の本拠地）、班禅行轅（=9世の死後も中国の庇護下にとどまっていた旧側近グループ）はそれぞれパンチェンラマ9世の転生者の候補を準備した。1949年6月、中国国民政府総統李宗仁は班禅行轅が選出した候補者ゴンポ・ツェプテンに「金瓶掣籤（きんぺいせいせん）」を「免除」して「パンチェンラマ十世チューキ・ギャルツェン」として「認定」したが、ガンデンポタン、タシルンポ寺はそれぞれ候補とゴンポツェプテンとの間で改めて「金瓶掣籤」を実施して決着をつけるという立場をとり続けた。
1949年10月、青海省が中国共産党によって占領された際、班禅行轅とチューキ・ギャルツェンは故郷アムドにとどまり、中国共産党政権の支配下に入った。そして1951年、班禅行轅とチューキ・ギャルツェンは、彭徳懐の人民解放軍第一野戦軍の護衛のもとタシルンポ寺に入り、タシルンポ寺やガンデンポタンが用意していた候補者たちとの間で「金瓶掣籤」を行うことなく「パンチェンラマ10世」「タシルンポ寺座主」に即位した。
チベット動乱、ラサ市民の蜂起をへてダライラマ14世とガンデンポタンはチベットを脱出したが、チューキ・ギャルツェンはチベットにとどまり、中国政府の統治下、パンチェンラマとしてチベット民族や仏教振興のために努力する道を選んだ。1962年にはチベット動乱に対する過酷な事後処理措置を批判する「七万言書」（『通過敬愛的周恩来総理向中央匯報関于西蔵和其他藏族地区群衆的疾苦和対今後工作的建議』）を提出したが、これが毛沢東の逆鱗に触れ、1964年にはすべての公職を解任され、14年間の獄中生活を送ることになった。

## 歴代パンチェン・ラマ
| 代数     | 追贈を除く代数 | 名前                                                                                               | 生没年          | 備考                 |
| -------- | -------------- | -------------------------------------------------------------------------------------------------- | --------------- | -------------------- |
| 01世     | n/a            | ケドゥプ・ゲレク・ペルサンポ                                                                       | 1385年 – 1438年 | 追贈                 |
| 02世     | n/a            | ソナム・チョクラン                                                                                 | 1439年 – 1504年 | 追贈                 |
| 03世     | n/a            | エンサパ・ロサン・トンドゥプ                                                                       | 1505年 – 1566年 | 追贈                 |
| 04世     | 01世           | ロサン・チューキ・ゲルツェン                                                                       | 1570年 – 1662年 |                      |
| 05世     | 02世           | ロサン・イェシェー                                                                                 | 1663年 – 1737年 |                      |
| 06世     | 03世           | ロサン・ペルテン・イェシェー                                                                       | 1738年 – 1780年 |                      |
| 07世     | 04世           | テンペー・ニマ                                                                                     | 1782年 – 1854年 |                      |
| 08世     | 05世           | ペルテン・チューキ・タクパ                                                                         | 1855年 – 1882年 |                      |
| 09世     | 06世           | トゥプテン・チューキ・ニマ                                                                         | 1883年 – 1937年 |                      |
| 10世     | 07世           | ロサン・ティンレー・ルンドゥプ・チューキ・ギャルツェン                                             | 1938年 – 1989年 |                      |
| 11世     | 08世           | ゲンドゥン・チューキ・ニマ（テンジン・ゲンドゥン・イェシェー・ティンレー・プンツォク・ペルサンポ） | 1989年 –        | ダライ・ラマ14世認定 |
| 対立11世 | 対立8世        | ギェンツェン・ノルブ                                                                               | 1990年 –        | 中国政府認定         |

## パンチェン・ラマ11世問題

### 2人のパンチェン・ラマ11世
ダライ・ラマ14世のインド亡命後も、パンチェン・ラマ10世は中華人民共和国・中国共産党との協調路線を選んでチベット自治区に留まった。しかし、パンチェン・ラマ10世は1989年に中国のチベット統治策の誤りを告発する演説を行った直後の1月28日に急死した。
パンチェン・ラマ10世の入寂を受けて、ダライ・ラマ14世とチベット亡命政府（ガンデンポタン）は転生者の探索を始めた。ダライ・ラマ14世はそのために中華人民共和国の協力を求めたが中華人民共和国側はそれを拒否、タシルンポ寺の高僧チャデル・リンポチェを長とする転生者探索委員会を設置して探索にあたらせた。しかし、チャデル・リンポチェはパンチェン・ラマの転生者の確定にあたってはダライ・ラマ14世の承認が不可欠であることを確信していた。1995年5月14日、ダライ・ラマ14世はチャデル・リンポチェから密かにもたらされた報告にもとづき、ゲンドゥン・チューキ・ニマという6歳の男児をパンチェン・ラマの転生者として認定、公式発表した。
しかし、中華人民共和国国務院はこの結果の承認を拒み、チャデル・リンポチェを始めとする探索関係者を逮捕し、厳しく処罰した。中華人民共和国側は新たに転生者を探索し、金瓶掣籤の結果に基づいて6歳のギェンツェン・ノルブ少年を中華人民共和国国務院認可のパンチェン・ラマ11世として即位させた。

### ゲンドゥン・チューキ・ニマ少年の失踪
1995年5月14日に、ダライ・ラマ14世がゲンドゥン・チューキ・ニマ少年をパンチェン・ラマ11世と公式に承認後、5月17日に、両親共々同少年は行方不明となる。当初、中華人民共和国政府は少年及び両親の失踪との関わりを否定していたが、1996年5月28日、中華人民共和国当局による連行である事を認めた。中華人民共和国政府は、ゲンドゥン・チューキ・ニマとその家族を中華人民共和国内で保護していると主張しているが、詳しい事情は明らかにされておらず、連行後は真のアイデンティティーを剥奪されて漢族・労働者階級出身の共産主義者として強制的に洗脳教育されているとも伝わったが、現在でもゲンドゥン・チューキ・ニマの消息は不明。
2020年5月17日、チベット亡命政府は、ゲンドゥン・チューキ・ニマの健康状態と居場所を公表するよう中国に要求、翌5月18日にはアメリカのマイク・ポンペオ国務長官もゲンドゥン・チューキ・ニマの居場所を直ちに公表するよう中国に要求した。
5月19日、中国政府はかつて拘束した男性が大学を卒業し、現在は普通の生活を送っていることと発表した。

### パンチェン・ラマ問題の政治的背景
代々パンチェン・ラマとダライ・ラマは互いの転生者を認定する役割に大きな影響力を持つ。現在のダライ・ラマ14世は、1949年から始まった中華人民共和国人民解放軍によりチベットが武力制圧されると、1959年にインドへ亡命してチベット亡命政府（ガンデンポタン）を樹立している。ノーベル平和賞受賞者のダライ・ラマ14世はチベット人の精神的指導者のみならず、政治的指導者としても多大な影響力を持っているが、このチベット問題における最重要人物の転生者の認定に大きな役割を持つのが、第11世パンチェン・ラマということになる（ただし、ダライ・ラマ14世の認定と即位はパンチェン・ラマの空位の時期であったことに見られるように、ダライ・ラマの転生者の認定についてパンチェン・ラマの存在が絶対不可欠の条件とされているわけではない）。ゆえに、事は一宗教の高僧の転生の話に留まらない。
第11世パンチェン・ラマの存在は、中華人民共和国政府にとってはチベット自治区を安定的に支配することにつながり、一方のダライ・ラマ側にとっては、チベット族の高度自治権獲得を叶えるためにも重要となる。2人のパンチェン・ラマの存在には、チベット問題という政治的背景がある。